# Xã Green Oak, Michigan
Xã Green Oak (tiếng Anh: Green Oak Township) là một xã thuộc quận Livingston, tiểu bang Michigan, Hoa Kỳ. Năm 2010, dân số của xã này là 17.476 người.